# Romantic Emily
Romantic Emily ist eine italienische Alternative-Rock-/Post-Hardcore-Band aus Treviso.

## Geschichte
Gegründet wurde Romantic Emily im Jahr 2006. Bereits im April desselben Jahres veröffentlichte die Gruppe ihre EP, das nach der Band benannt wurde. Im Januar 2009 unterschrieb Romantic Emily einen Vertrag mit Ghost Agency Management. Ghost Agency, das in Mailand gegründet wurde, arbeitete bereits mit Gruppen wie Asking Alexandria, Blessthefall, Cancer Bats, Brokencyde, Underoath und Set Your Goals zusammen.
Die Gruppe tourte durch Italien auf der Mr. Brightside Tour und spielte auf dem Povo Festival. Auf der Brightside Tour spielte die Band gemeinsam mit Cinderella’s Revenge unter anderem in Turin, Mailand, Pavia und Bellinzona (Schweiz). Außerdem erhielt die Gruppe einen Vertrag bei Warner Chappel Music Italy, das die Gruppe beim Erarbeiten ihrer Songs unterstützte.
Am 21. September 2009 erschien das Debütalbum When I’ll Scream Your Name Out über Oxygenate Productions und über Jestrai Distribution verkauft wird. Es ist in Italien überall erhältlich. Außerhalb Italiens wird das Album nur über die Band selbst verkauft.

## Diskografie

### EPs
- 2006: Romantic Emily (Eigenproduktion)

### Alben
- 2009: When I'll Scream Your Name Out (Oxygenate Productions)

### Beiträge zu Kompilationen
- 2009: Indiebox Compilation Vol 4 (mit dem Song Saying Sorry)

## Video
- When I'll Scream Your Name Out (Produzent, Regisseur: Ludovico Galletti)